# Staufenberg (Vellmar)
Der Staufenberg bei Vellmar im nordhessischen Landkreis Kassel ist ein 361,2 m ü. NHN hoher Berg der Langen- und Staufenbergplatte im Westhessischen Bergland.

## Geographie

### Lage
Der Staufenberg erhebt sich im Südosten der Langen- und Staufenbergplatte, im Nordwestteil des Stadtgebiets von Vellmar in der Gemarkung Obervellmar. Sein Gipfel liegt 2,2 km nordwestlich von Obervellmar, 1,4 km nordnordöstlich des Ahnataler Ortsteils Heckershausen, 4,2 km südsüdöstlich des Kernorts von Calden und 1,7 km (jeweils Luftlinie) südwestlich des Espenauer Ortsteils Mönchehof. Über seine Südflanke und seinen Südsüdwestausläufer, dem Stahlberg (347,9 m), fällt seine Waldlandschaft in den bei Heckershausen gelegenen Talabschnitt der Ahne ab. Deren Zufluss Elsche entspringt östlich des Staufenberges, und die Quelle des Fulda-Zuflusses Espe liegt etwas nordöstlich des Berges. Südwestlich seines Gipfels befindet sich ein Wasserbehälter.

### Diemel-Fulda-Wasserscheide
Über den Gipfel des Staufenbergs verläuft die Diemel-Fulda-Wasserscheide, ein Teil der recht langgestreckten Diemel-Eder/Fulda/Weser-Wasserscheide: Das Wasser aller Bäche, die vom Staufenberg anfangs in nordwestliche und dann in nördliche Richtungen fließen, erreicht früher oder später über die Esse und Diemel die Weser; dem entgegen erreichen die kleinen Fließgewässer, die in südöstliche oder östliche Richtungen fließen, über die Ahne oder Espe und Fulda die Weser.

### Naturräumliche Zuordnung
Der Staufenberg gehört in der naturräumlichen Haupteinheitengruppe Westhessisches Bergland (Nr. 34) und in der Haupteinheit Westhessische Senke (343) zum Naturraum Langen- und Staufenbergplatte (343.51). Die Landschaft leitet nach Norden und Nordosten in die Hofgeismarer Rötsenke (343.4) und in südlichen Richtungen vorbei am Stahlberg in das Kasseler Becken (343.3) über.

## Verkehr und Wandern
An der Ostflanke des Staufenbergs verläuft ein gemeinsamer, schnellstraßenartig ausgebauter Abschnitt der Bundesstraßen 7 und 83. Von der Schnellstraße zweigt bei Espenau die erst etwas nördlich und dann westlich vorbei am Berg führende L 3217 (Espenau–Schloss Wilhelmsthal–Ahnatal) ab. Von letzterer wiederum zweigt zwischen Weimar und Heckershausen die etwas südlich vorbeiführende Kreisstraße 31 (Heckershausen–Obervellmar) ab. Zum Beispiel an diesen Straßen beginnend kann der Berg auf zumeist Waldwegen und -pfaden erwandert werden. Etwas nördlich vorbei am Staufenberg führt der das 2,1 km (Luftlinie) nordwestlich des Bergs stehende Schloss Wilhelmsthal passierende Märchenlandweg, südlich und östlich vorbei verläuft der Kassel-Steig.